# Cis sikorai
Cis sikorai es una especie de coleóptero de la familia Ciidae.

## Distribución geográfica
Habita en Madagascar.